# Triptis

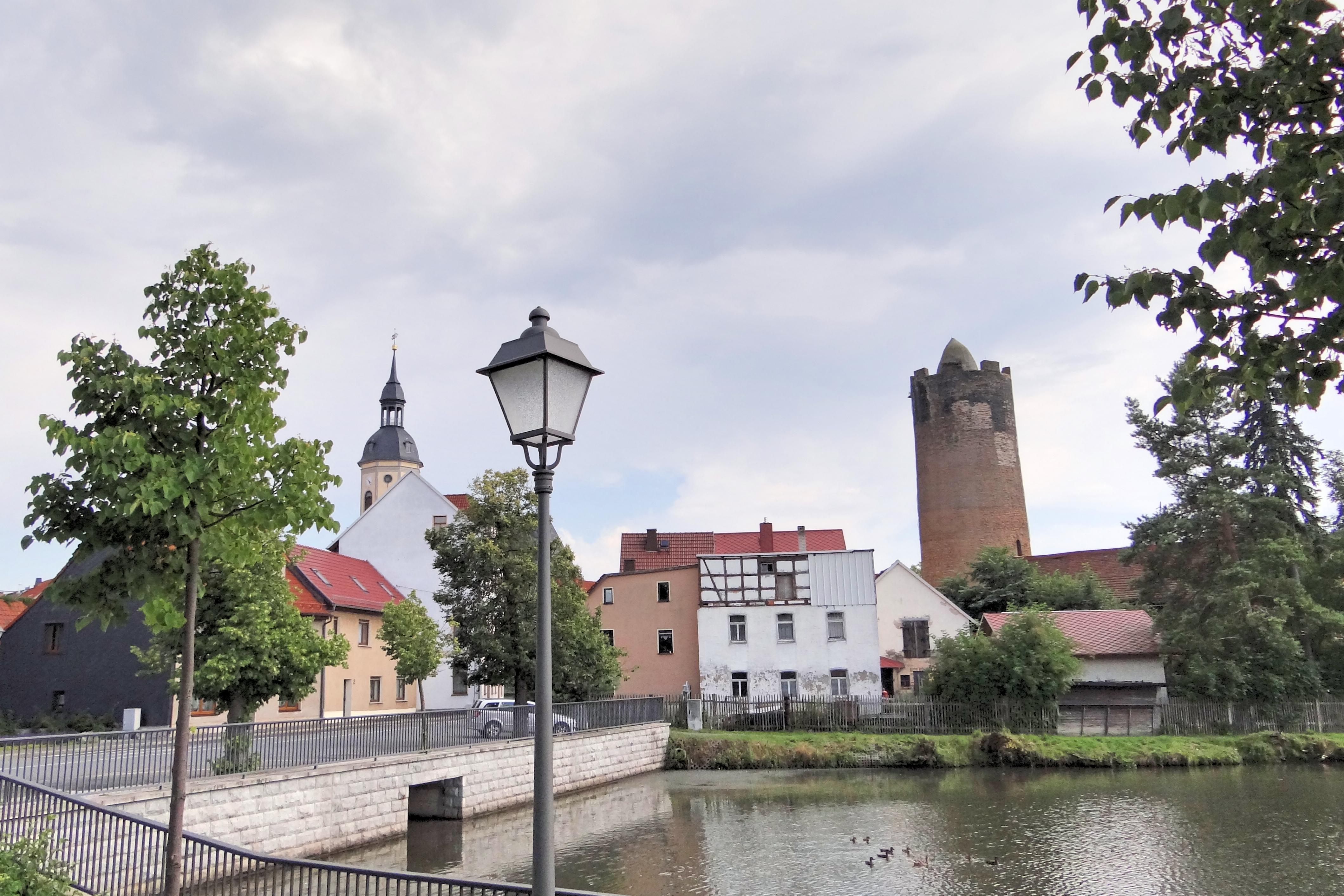
Stadtteich, dahinter der Turm der Burg Triptis
und der Stadtkirche St. Marien (links)

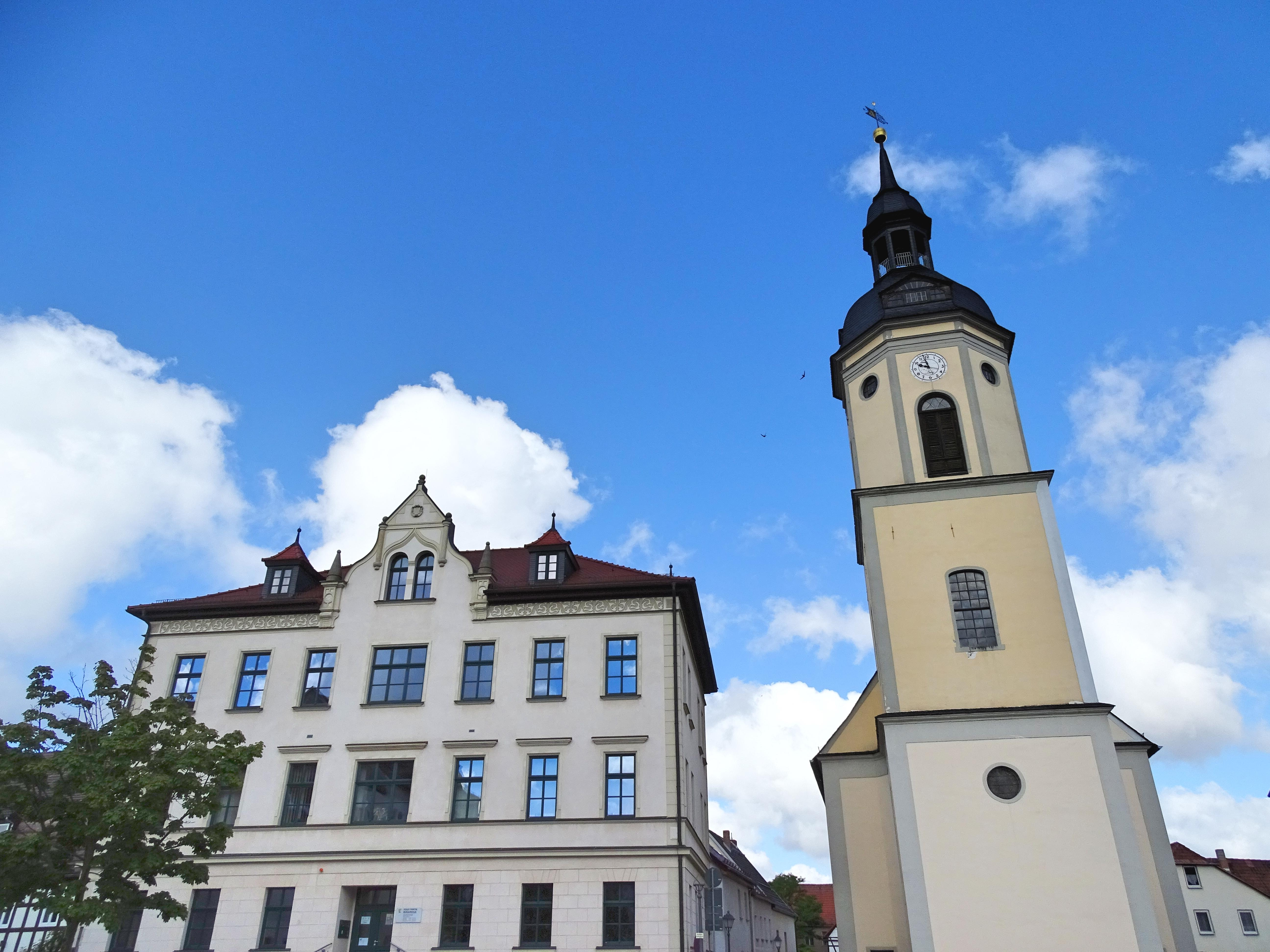
Markt mit Stadtbibliothek und St. Marien

Triptis ist eine Landstadt im thüringischen Saale-Orla-Kreis. Sie gehört zur gleichnamigen Verwaltungsgemeinschaft Triptis und liegt an der Bundesautobahn 9 und an der Eisenbahnstrecke von Gera nach Saalfeld/Saale.

## Geographie

### Geographische Lage
Die Stadt Triptis liegt unweit der Wasserscheide zwischen Saale und Weißer Elster in einem flachen, nach Westen offenen Talkessel. Im östlichen Teil dieses Gebietes liegt das Quellgebiet der Orla, die südöstlich der Stadt zur Talsperre Triptis aufgestaut wird. Der Ortsteil Oberpöllnitz liegt am Ursprung des Pöllnitzbaches, die Ortsteile Schönborn, Ottmannsdorf und Hasla befinden sich nahe dem Quellgebiet der Roda, der Ortsteil Döblitz liegt im Orlatal.

### Nachbargemeinden
Angrenzende Gemeinden sind Bremsnitz, Karlsdorf, Renthendorf im Saale-Holzland-Kreis, Schwarzbach und die Stadt Auma-Weidatal im Landkreis Greiz sowie Geroda, Mittelpöllnitz, Tömmelsdorf, Lemnitz, Miesitz, Dreitzsch, Rosendorf und die Stadt Neustadt an der Orla im Saale-Orla-Kreis. Die Stadt Neustadt an der Orla grenzt mit den Ortsteilen Breitenhain-Strößwitz und Stanau nur mittelbar an.

### Stadtgliederung
Triptis besteht laut Hauptsatzung aus den Ortsteilen Triptis, Oberpöllnitz, Döblitz, Hasla, Schönborn, Ottmannsdorf und  Pillingsdorf/Burkersdorf. Dazu kommen die Weiler Mühlpöllnitz, Buchpöllnitz und Steinpöllnitz, die nicht den Status eines Ortsteils besitzen.

## Geschichte

### Bis zum 19. Jahrhundert
Die Kreuzung von Verkehrswegen – von Saalfeld durch den Orlagau zur Weißen Elster bei Gera und von Leipzig nach Nürnberg – war wohl Grund für den Bau einer Wasserburg für die Herren von Lobdeburg in Triptis. Mit der Verlegung eines Benediktinerinnenkloster nach Zwickau wurde Triptis erstmals am 14. Mai 1212 urkundlich erwähnt.
Der heute rätselhafte Ortsname bedeutete im slawischen Ursprung höchstwahrscheinlich „drei Vögelchen“ (Tri Ptiči) und bezeichnete zuerst möglicherweise einen Zufluss zur Orla. Auf einem Notgeldschein von 1921 steht: „Triptis (Trepta) ward Anno 756 von den Grafen von Arnshaug erbauet“. Inwieweit diese Information allerdings richtig ist, kann nicht gesagt werden. Als Stadt wurde Triptis erstmals am 13. Oktober 1328 urkundlich genannt, 1367 erhielt sie durch Landgraf Balthasar und dessen Bruder Wilhelm das Marktrecht. 1373 folgte die Verleihung des Meilen-, Malz- und Braurechtes durch die Landgrafen.
1527 wurde die Reformation eingeführt. Die Stadt, deren Rat seit dem 16. Jahrhundert nachweisbar ist, gehörte zum Amt Arnshaugk, danach zum Neustädter Kreis und zwischen 1816 und 1920 zu Sachsen-Weimar-Eisenach. 1871 wurde die Bahnlinie zwischen Gera und Saalfeld/Saale eröffnet, 1894 folgte die Oberlandbahn nach Ziegenrück.

### 20. Jahrhundert
1907 wurde in Triptis eine der ersten landwirtschaftlichen Weiterbildungsschulen Thüringens gegründet. Ab 1949 bildete sie als Fachschule staatlich geprüfte Landwirte, später Agraringenieure und auch Fernstudenten aus. 1962 wurde die Fachschule zur Spezialschule für Landtechnik und war später für die Aus- und Weiterbildung ausländischer Landtechniker zuständig. Mit der deutschen Wiedervereinigung endete 1990 nach 83 Jahren die Ausbildung von Landwirten in Triptis.
Über die Stadtgrenzen hinaus bekannt sind die Porzellanfabrik Triptis (heute an der „Thüringer Porzellanstraße“ gelegen) und Deutschlands erste Autobahnraststätte Rodaborn, die von 1934 bis 20. Dezember 1936 an der  A 9 gebaut wurde.
Während des Zweiten Weltkriegs mussten 128 Kriegsgefangene sowie Frauen und Männer aus den von Deutschland besetzten Ländern in den Orten Pillingsdorf, Rosendorf, Schmieritz und Weltwitz in der Landwirtschaft Zwangsarbeit verrichten.
Nach vorausgehenden leichteren Luftangriffen wurden am 10. April 1945 von der US Air Force 163 Tonnen Bomben auf Triptis abgeworfen, es gab 3 Tote. Am 6. Februar 1945 stürzte ein abgeschossener B-17-Bomber („Fliegende Festung“) bei Triptis/Mittelpöllnitz ab, ein Besatzungsmitglied kam ums Leben.

### Eingemeindungen
Am 1. Juli 1950 wurden Oberpöllnitz und Döblitz eingemeindet, 1956 folgten Hasla und am 1. Mai 1965 Schönborn und Ottmannsdorf. Die bisher letzte Eingemeindung war die von Pillingsdorf (mit Burkersdorf) am 1. Januar 2012.

### Einwohnerentwicklung
1830 hatte Triptis 1224 Einwohner. 1925 wurden 2877, 1933 schon 3068 und 1939 immerhin 3275 Einwohner gezählt.
Entwicklung der Einwohnerzahl (jeweils 31. Dezember):
| - 1994: 4.636 - 1995: 4.619 - 1996: 4.548 - 1997: 4.542 - 1998: 4.441 - 1999: 4.396 | - 2000: 4.340 - 2001: 4.285 - 2002: 4.231 - 2003: 4.164 - 2004: 4.117 - 2005: 4.040 | - 2006: 3.954 - 2007: 3.878 - 2008: 3.814 - 2009: 3.756 - 2010: 3.729 - 2011: 3.744 | - 2012: 3.843 - 2013: 3.808 - 2014: 3.758 - 2015: 3.762 - 2016: 3.721 - 2017: 3.711 | - 2018: 3.663 - 2019: 3.658 - 2020: 3.597 - 2021: 3.629 - 2022: 3.632 - 2023: 3.631 |
| Datenquelle ab 1994: Thüringer Landesamt für Statistik                              |                                                                                     |                                                                                     |                                                                                     |                                                                                     |

## Politik

### Stadtrat
Seit der Stadtratswahl vom 26. Mai 2024 setzt sich der Stadtrat wie folgt zusammen:
- Freie Wählergemeinschaft Triptis: 4 Sitze (24,6 %)
- Feuerwehrverein Triptis e. V.: 3 Sitze (21,2 %)
- AfD: 3 Sitze (18,7 %)
- UM UNS/ SPD: 2 Sitze (12,6 %)
- FC Chemie Triptis e. V.: 2 Sitze (10,9 %)
- WerteUnion: 1 Sitz (8 %)
- Die Linke: 1 Sitz (4 %)

### Bürgermeister
Bei der Bürgermeisterwahl 1994 setzte sich Berthold Steffen (damals DSU) mit 74,7 % der gültigen Stimmen bei einer Wahlbeteiligung von 78,3 % gegen seine Mitbewerber durch. Bei der Wahl 2000 erhielt er 98,1 % der Stimmen bei einer Wahlbeteiligung von 43,2 %. Nun für die Freie Wählergemeinschaft Triptis angetreten, wurde er auch am 7. Mai 2006 mit 98,3 % bei einer Wahlbeteiligung von 39,2 % und am 15. Januar 2012 mit 91,0 % bei einer Wahlbeteiligung von 34,7 % wiedergewählt. 2018 wurde er nach 24 Jahren von Peter Orosz (Feuerwehrverein Triptis e. V.) abgelöst, der mit 54,1 % der Stimmen gewählt wurde.

### Wappen
Blasonierung: „In Gold auf grünem Rasen eine Eiche mit grünen Blättern und Früchten, unter dieser ein Edelmann, der einer Dame mit Schleier und Krone einen Pokal reicht.“
Das älteste, um 1360 datierte Stadtsiegel zeigt einen Baum und zwei Figuren in langen Gewändern, deren Geschlecht jedoch nicht zu bestimmen ist. Es könnte sich um eine Darstellung von Mariae Heimsuchung handeln. Erst später erfolgte die Wandlung der Figuren im Sinne nachstehender Episode: Dietrich der Bedrängte (1162–1221), später Markgraf von Meißen, stand während der Machtkämpfe um den deutschen Königsthron Anfang des 13. Jahrhunderts auf Seiten Philipps von Schwaben, während Ottokar I. von Böhmen, der Gemahl von Dietrichs Schwester Adelheid, 1198 zur welfischen Gegenpartei übertrat. Als nunmehriger Gegner seines Schwagers verstieß Ottokar im Jahre 1200 seine Gemahlin und schickte sie ihrem Bruder Dietrich zurück, der ihr unweit des Untertores von Triptis unter der alten Eiche des Eichenberges den Willkommenstrunk reichte und ihr im Schloss Aufenthalt gewährte.
Ludwig Bechstein schrieb die Sage Das Wappen von Triptis auf, in der sich die Verheirateten Bertha und Graf Debo an einer Quelle ihrer Liebe versichern. Debo, der wieder auf Reisen muss, wird von Bertha bis zu ebenjener Quelle, an der sie Abschied nehmen, begleitet. Als Debo schließlich heimkehrt, bricht er an der Quelle tot zusammen, obwohl Bertha ihm frisches Wasser aus der Quelle schöpfte und reichte. Er hatte nicht mehr die Kraft, es zu trinken.

### Städtepartnerschaften und kirchliche Partnerschaften
- Blovice, Tschechien
- Quessy, (Ortsteil von Tergnier), Frankreich
- Zell an der Mosel, Deutschland
- Die Kirchengemeinde Triptis unterhält eine kirchliche Partnerschaft zu den evangelischen Kirchengemeinden Aichelberg im Schwarzwald (Bad Wildbad), Zwerenberg im Schwarzwald (Neuweiler) und zu Stammheim im Schwarzwald (Calw).

## Kultur und Sehenswürdigkeiten

### Museen
- Museum „Haus Schwandke“
- Museumsscheune Leubsdorf
- Dorf- und Heimatmuseum in Dreitzsch

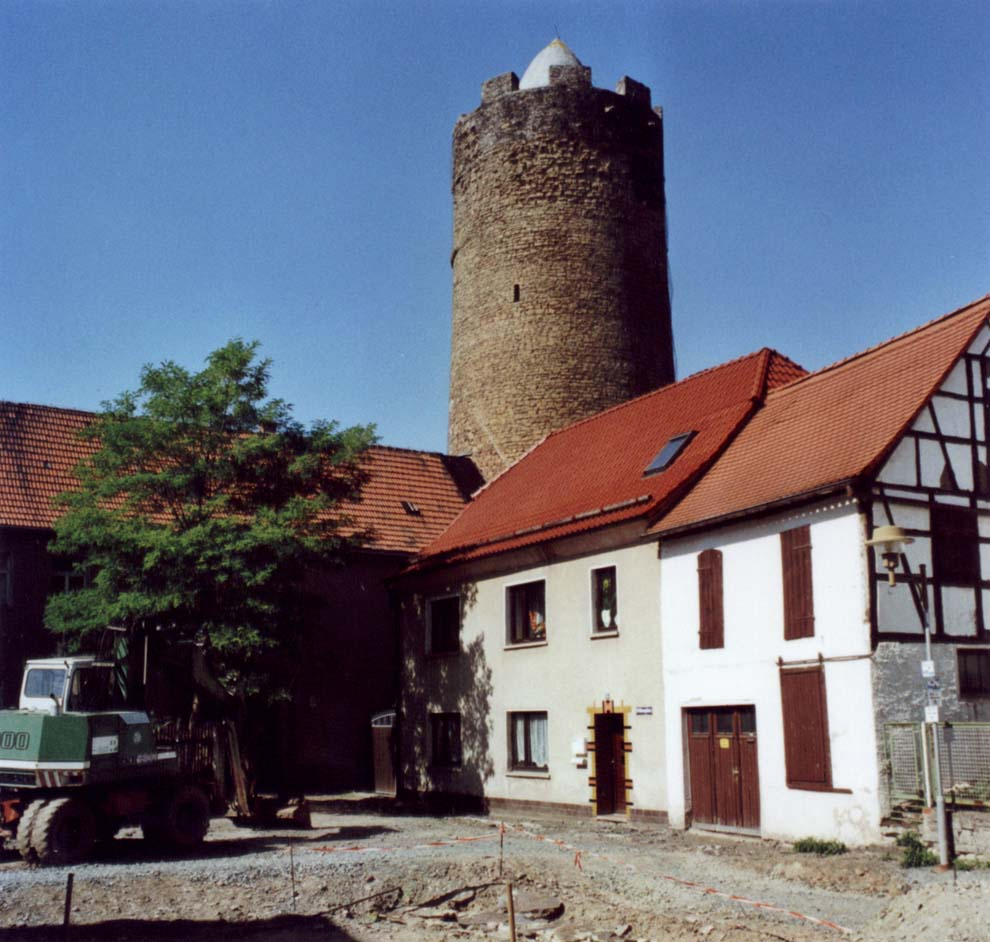
Der Bergfried vom Stadtzentrum aus gesehen

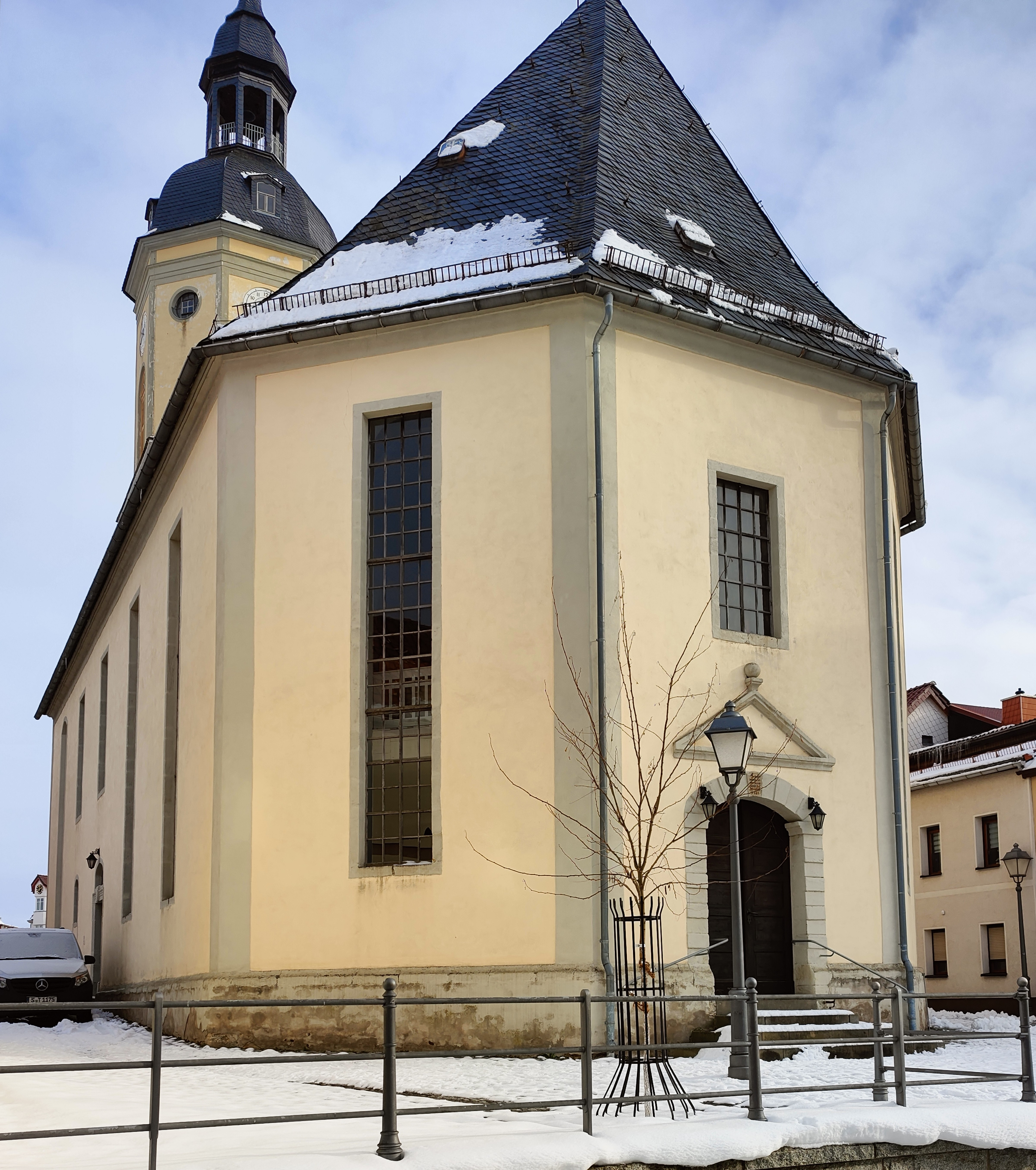
Stadtkirche St. Marien

- Alfred Ehrhardt Haus[10]

### Sehenswürdigkeiten
Von der Burg Triptis ist noch der Bergfried erhalten. Er ist das Wahrzeichen der Stadt und weithin sichtbar. Die ursprüngliche Wasserburg sollte bei Bedarf den Verkehr schützen und kontrollieren. 1290 übernahm der Landgraf von Thüringen die Burg und setzte einen Vogt ein. Später wurde die Veste an die Vögte von Plauen verpfändet. Im Vogtlandkrieg 1354–1358 wurde die Burg zerstört. Nach dem Wiederaufbau wechselten die Besitzverhältnisse oft. 1540 und 1775 waren erneut Reparaturen der Burg nötig.
Das Rundschloss und Rittergut im nordöstlich von Triptis gelegenen Ortsteil Oberpöllnitz verdankt seinen Namen seinem unikaten, nahezu runden Grundriss. Das Schloss besitzt einen kleinen Innenhof. An seiner Nordseite  befindet sich ein achteckiger Treppenturm, der den Zugang zu verschiedenen Geschossen des Schlosses ermöglicht. Der Turmhelm überragt den Schlossbau. Das Schloss ist Teil eines ehemaligen Rittergutensembles verschiedener Wohn- und Wirtschaftsgebäude im Dorfkern, die heute zu einem großen Teil nicht mehr existieren. 1977 konnte eine Sprengung des Schlossgebäudes wegen starker baulicher Mängel gerade noch verhindert werden. Seitdem war das Schloss dem Verfall preisgegeben und bereits in den 1980er Jahren stark einsturzgefährdet. Die Deutsche Stiftung Denkmalschutz half ab 1992 mit erheblichen Mitteln, das mächtige Schieferdach, die Mauern und die Innendecken wieder instand zu setzen.
Im Ortsteil Döblitz befindet sich die älteste, seit 1813 nicht mehr benutzte, „Inselkirche“ Thüringens. Die Dorfkirche ist von einer Wallanlage mit Wassergraben umgeben. Die Kirchgemeinde dokumentierte mit dieser Anlage die Sicherheits- und Schutzfunktion für die Bürger.
Nordöstlich von Triptis befindet sich die ehemalige Autobahnraststätte Rodaborn. Unterhalb des Gebäudes kann die Rodaquelle besichtigt werden. Eine 2006 neu errichtete Fußgängerbrücke über die A 9 ermöglicht einen Rundweg durch waldreiches Gebiet zwischen Triptis und Oberpöllnitz.

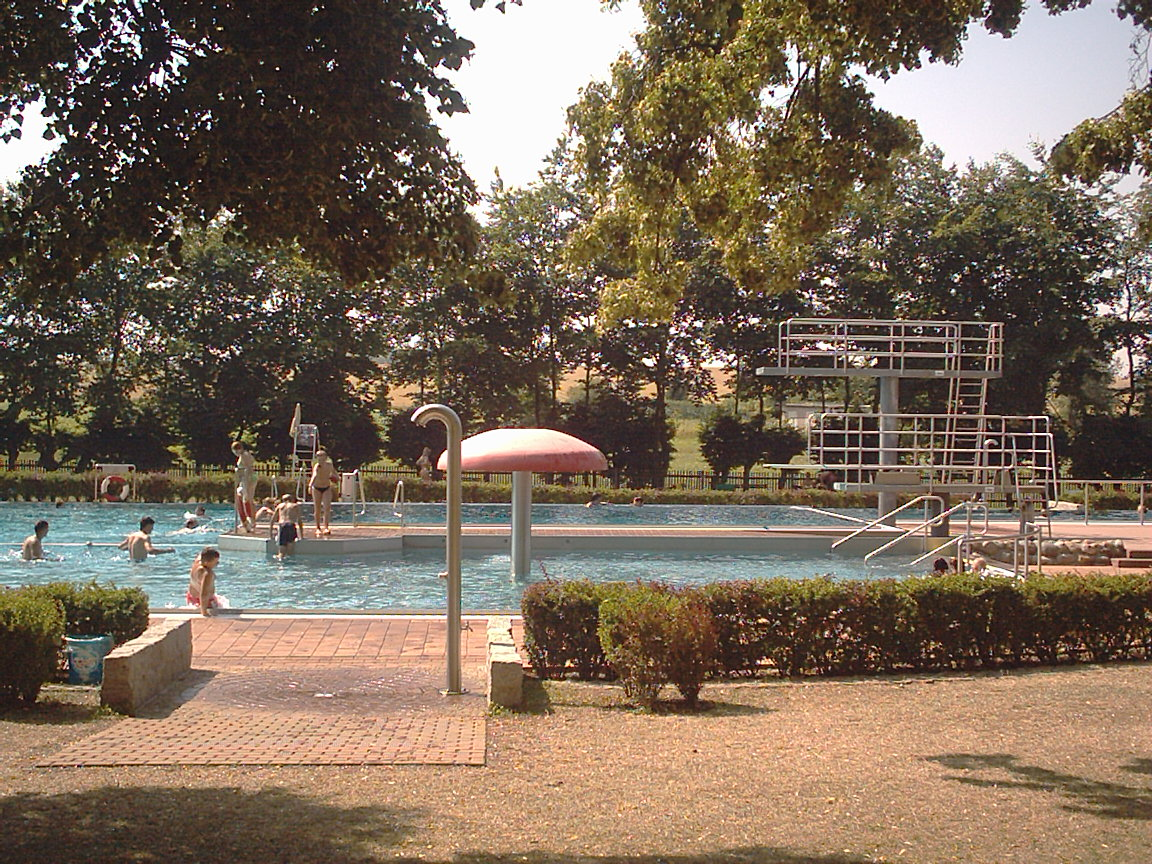
Freibad Triptis

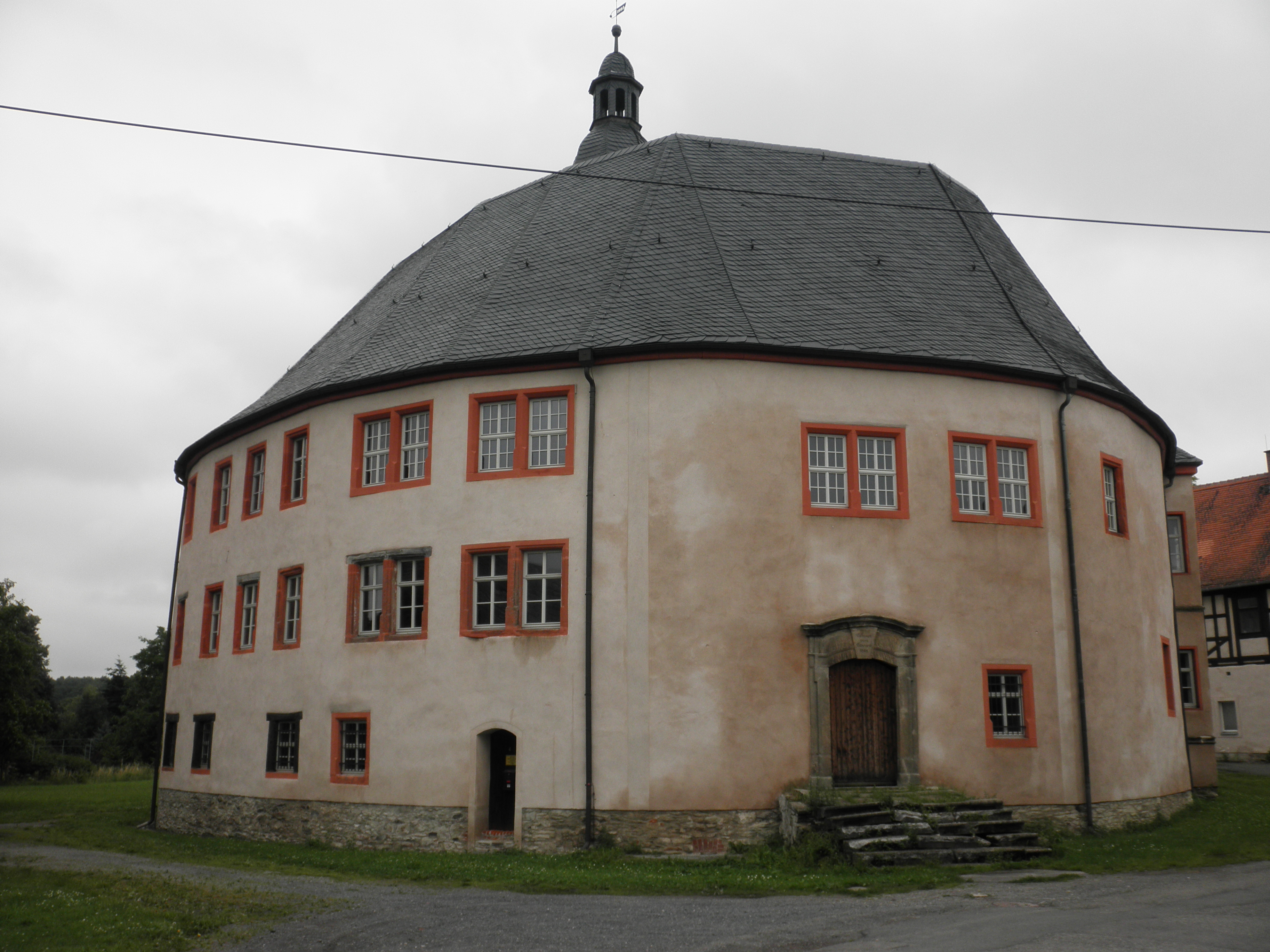
Rundschloss in Oberpöllnitz 2011
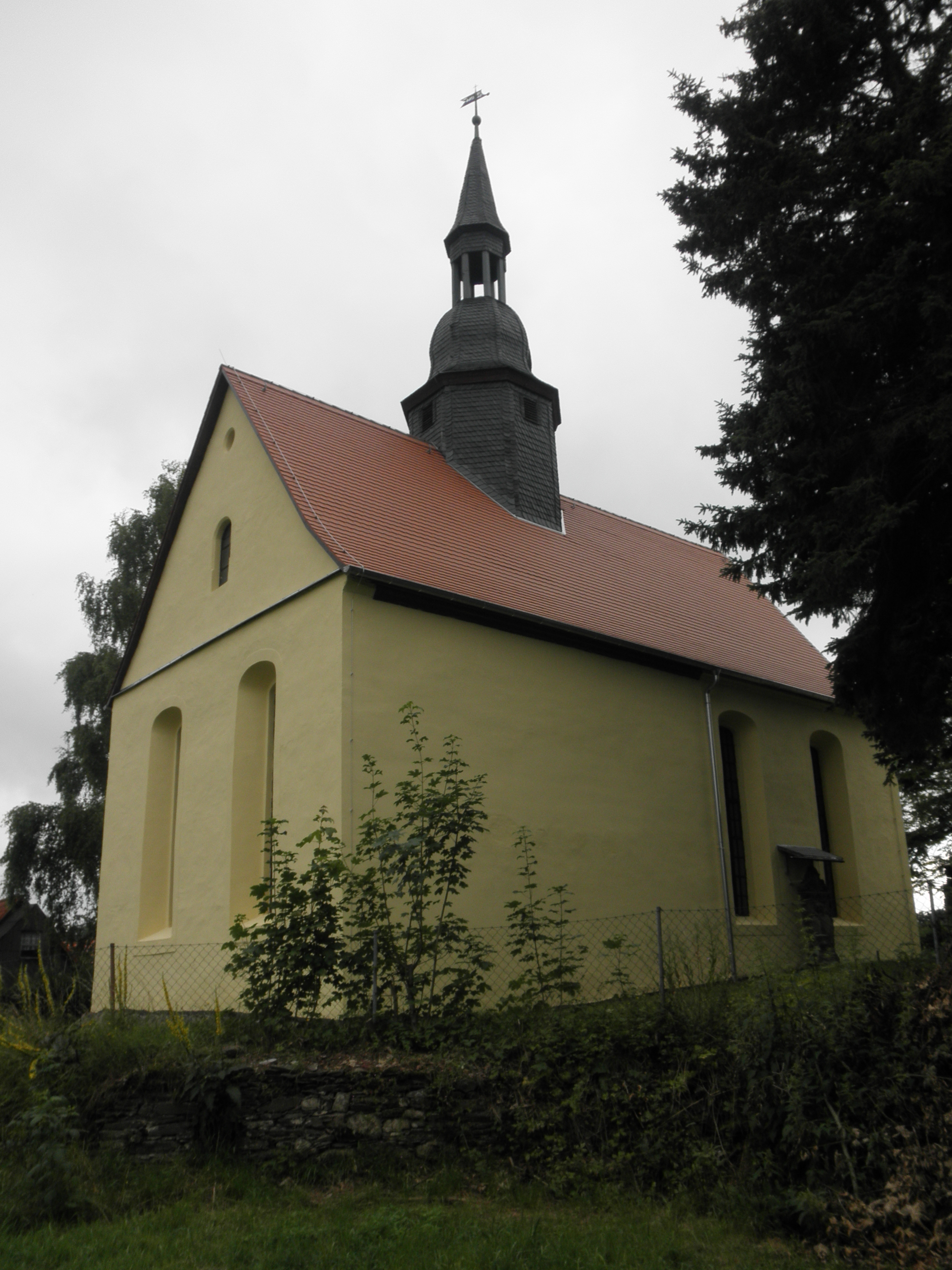
Kirche in Oberpöllnitz 2011
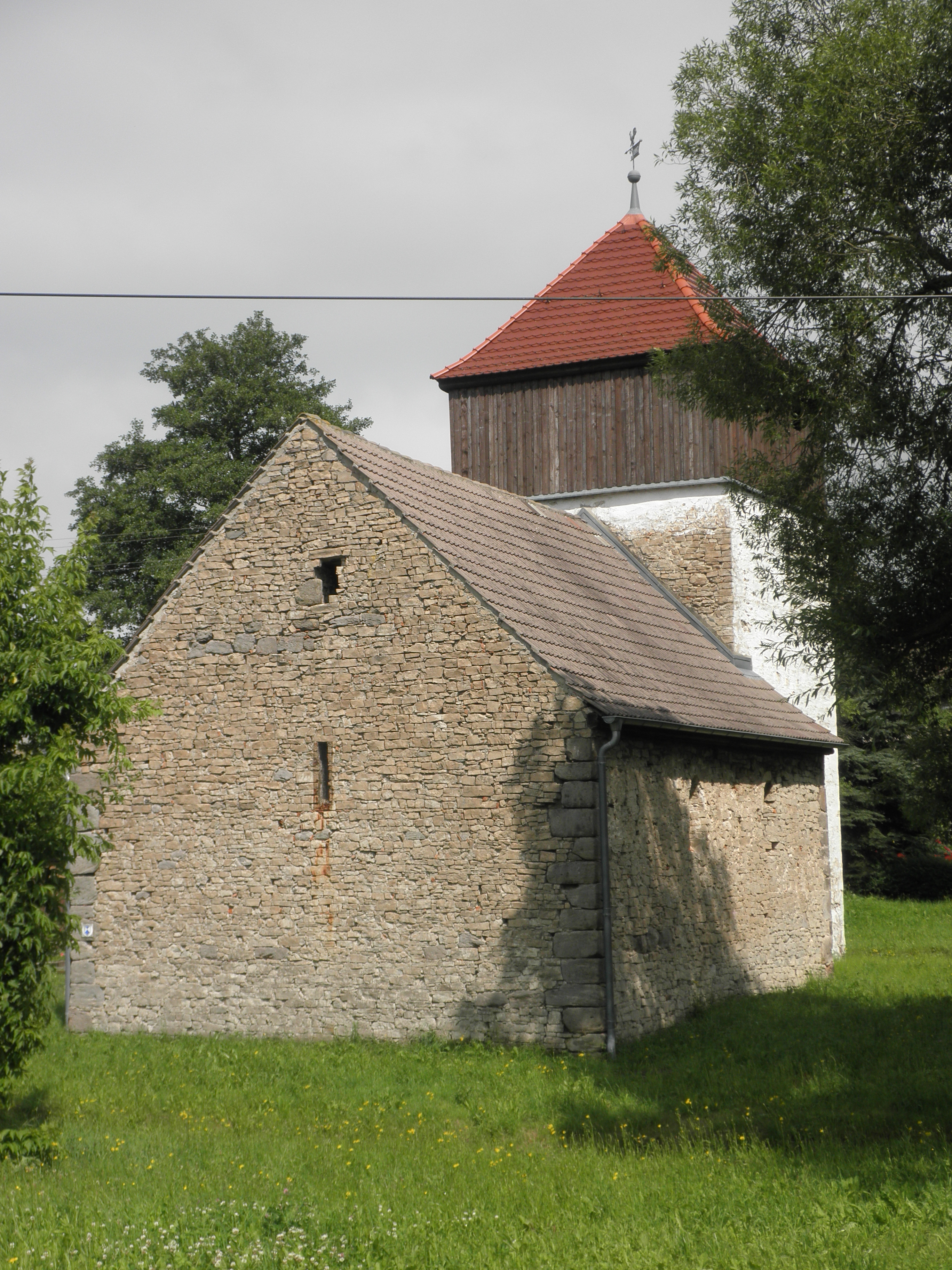
Wehrkirche in Döblitz

### Sport
Seit dem Jahre 1861 ist organisierter Sport in Triptis nachgewiesen. Im Jahre 2011 konnten deshalb mit vielfältigen Veranstaltungen „150 Jahre Sport in Triptis“ gefeiert werden.
Mit derzeit ca. 350 Mitgliedern (Stand Ende 2013) ist der SV Grün-Weiß Triptis der größte Sportverein der Stadt. In neun verschiedenen Abteilungen wird Fußball, Handball, Volleyball, Schach und Tischtennis gespielt. Aber auch Bogensport, Leichtathletik, Fitness und Kindersport gehören zum Angebot.
In weiteren Vereinen sind Kegler, Schützen, Angler, Hundesportler, Modellflieger und Motorsportler aktiv.
Nicht zu vergessen die Karnevalisten des Triptiser Carneval Vereins, von denen zumindest die Tanzgruppen zu den aktiven Sportlern zu zählen sind.
Triptis besitzt ein Freibad, welches erstmals am 24. Juni 1934 eröffnet wurde. Von 1998 bis 2003 wurde es umgebaut und saniert. Bereits am 21. Mai 2002 konnte es neu eröffnet werden. Auch in den folgenden Jahren wurden seitens der Stadt weitere Maßnahmen zur Verbesserung und Erweiterung durchgeführt. Unter anderem wurde die Wasseraufbereitung mit einer Solarthermieanlage ergänzt. Mittlerweile finden auch Kleinkinder ein für sie geeignetes Becken. Im vorerst letzten Schritt wurde der komplette Zugangs- und Sanitärtrakt neu errichtet.

## Wirtschaft und Infrastruktur

### Verkehr

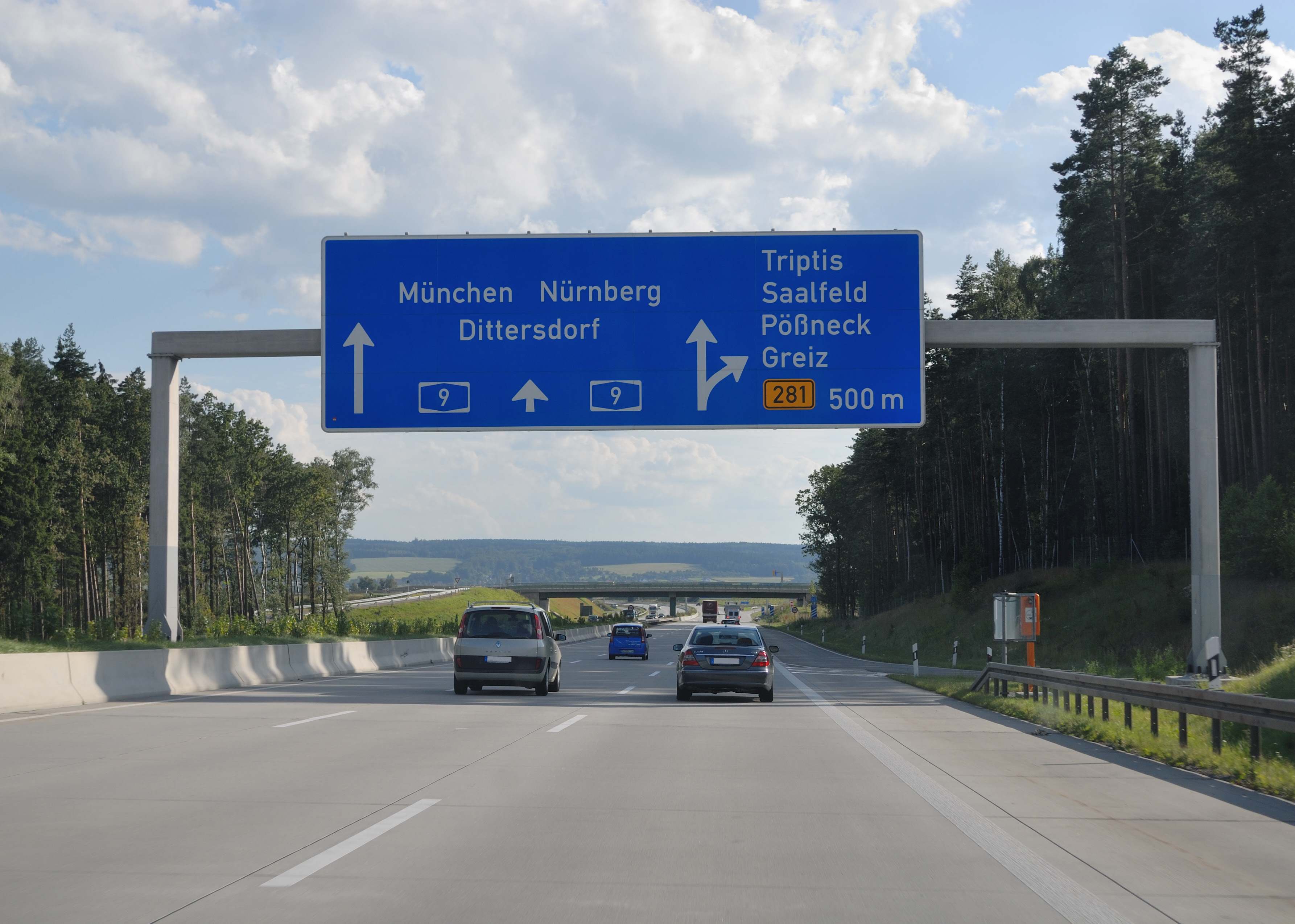
BAB 9 Berlin–München, Anschlussstelle Nr. 26 Triptis

Triptis hat einen Bahnhof an der Bahnstrecke Leipzig–Probstzella. Der Verkehr auf der hier abzweigenden Thüringischen Oberlandbahn, im Volksmund die „Aum’sche Lydscha“ genannt, wurde 1998 eingestellt. Der Abschnitt zwischen Triptis und Ebersdorf-Friesau wurde von der Deutschen Regionaleisenbahn mit dem Ziel der Trassensicherung gepachtet.
Am Westrand der Stadt verläuft die Bundesautobahn 9 mit einer Anschlussstelle an der Bundesstraße 281, die 2005 aus der Stadt wegverlegt wurde.
Das Busunternehmen PRG Personen- und Reiseverkehr Greiz fährt Triptis stündlich über die Landesbedeutsame Buslinie 40 Zeulenroda–Auma–Triptis an, welche bis nach Greiz und Reichenbach im Vogtland durchgebunden wird und damit direkte Anschlüsse an Züge bis nach Dresden ermöglicht. KomBus bedient die überregionalen Buslinie 44 Saalfeld–Pößneck–Neustadt–Gera. Der regionalen Erschließung dienen die nur unter der Woche verkehrenden Buslinien 74 Neustadt–Lemnitz–Triptis–Wittchenstein, 75 Neustadt–Karlsdorf–Schönborn–Triptis und 78 Triptis–Schmieritz–Alsmannsdorf.

### Ansässige Unternehmen

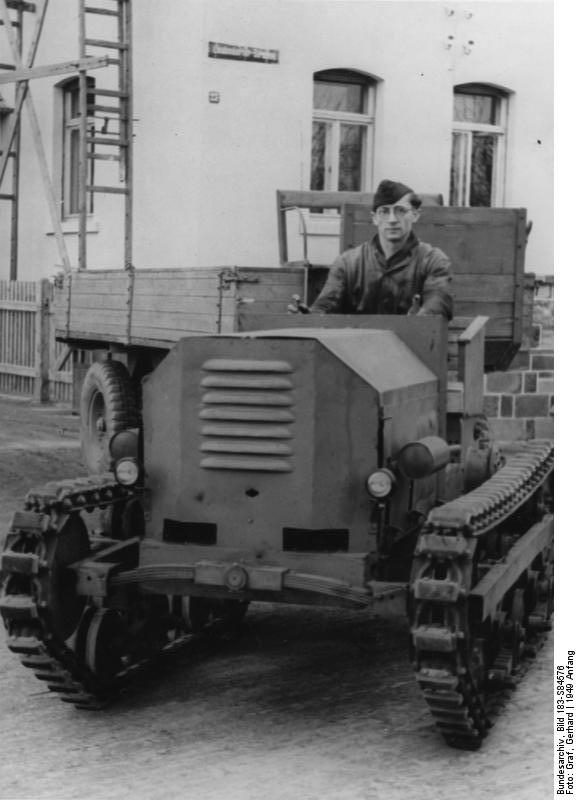
Raupenschlepper aus Triptis 1949

Das alteingesessene Unternehmen Triptiser Porzellan (Hotel- und Haushaltsporzellan unter der Dachmarke „Eschenbach Porzellan Group“) musste Ende 2022 schließen.
In Triptis hat sich eine mittelständische Industrie herausgebildet.  Es haben sich Unternehmen der Hochtechnologie (Jenoptik AG mit der Jenoptik Polymer Systems GmbH) und der Kunststoffverarbeitung angesiedelt. Darüber hinaus existieren Unternehmen im Bereich Maschinen- und Fahrzeugbau (z. B. Fliegl Fahrzeugbau, Sedlmayer GmbH) und der Telekommunikationsbranche.

## Persönlichkeiten

### Ehrenbürger
- Paul von Hindenburg (1847–1934), Generalfeldmarschall[18]

### Töchter und Söhne des Ortes sowie Personen mit Bezug zu Triptis
- Karl Nagler (1876–1938), Dirigent und Stadtmusikdirektor
- Fritz Gumpert (1892–1933), Widerstandskämpfer gegen den Nationalsozialismus
- Albert Abicht (1893–1973), Landwirt und Politiker, besuchte in Triptis die Schule
- Alfred Ehrhardt (1901–1984), Fotograf und Dokumentarfilmer
- Herbert Dassler (1902–1957), geboren in Oberpöllnitz, Politiker (NSDAP), Reichstagsabgeordneter
- Hans Kreher (* 1943), Politiker
- Marlies Göhr (* 1958), Leichtathletin und Olympiasiegerin, wuchs in Triptis auf
- Susan Link (* 1976), Fernsehmoderatorin und Journalistin, wuchs in Triptis auf
- Carl Schmidt, bis 1863 Bürgermeister von Triptis